# Cardepia
Cardepia é um gênero de traça pertencente à família Arctiidae.